# Lijst van afleveringen van Suits
Hieronder staat een lijst met afleveringen van de Amerikaanse televisieserie Suits.

## Overzicht
| Seizoen | Aantal afleveringen | Originele Uitzenddatum           |  |
| ------- | ------------------- | -------------------------------- |  |
| 1       | 12                  | 23 juni 2011 – 8 september 2011  |  |
| 2       | 16                  | 14 juni 2012 – 21 februari 2013  |  |
| 3       | 16                  | 16 juli 2013 – 10 april 2014     |  |
| 4       | 16                  | 11 juni 2014 – 11 februari 2015  |  |
| 5       | 16                  | 24 juni 2015 – 2 maart 2016      |  |
| 6       | 16                  | 13 juli 2016 – 1 maart 2017      |  |
| 7       | 16                  | 12 juli 2017 – 25 april 2018     |  |
| 8       | 16                  | 18 juli 2018 – 27 februari 2019  |  |
| 9       | 10                  | 17 juli 2019 – 25 september 2019 |  |

## Afleveringen

### Seizoen 1
| Nr. | Aflevering | Titel                | Regisseur          | Schrijver      | Originele Uitzenddatum |  |
| --- | ---------- | -------------------- | ------------------ | -------------- | ---------------------- |  |
| 1   | 1          | Pilot                | Kevin Bray         | Aaron Korsh    | 23 Juni 2011           |  |
| 2   | 2          | Errors and Omissions | John Scott         | Sean Jablonski | 30 Juni 2011           |  |
| 3   | 3          | Inside Track         | Kevin Bray         | Aaron Korsh    | 7 Juli 2011            |  |
| 4   | 4          | Dirty Little Secrets | Dennie Gordon      | Jon Cowan      | 14 Juli 2011           |  |
| 5   | 5          | Bail Out             | Kate Woods         | Ethan Drogin   | 21 Juli 2011           |  |
| 6   | 6          | Tricks of the Trade  | Terry McDonough    | Rick Muirragui | 28 Juli 2011           |  |
| 7   | 7          | Play the Man         | Tim Matheson       | Erica Lipez    | 4 Augustus 2011        |  |
| 8   | 8          | Identity Crisis      | Noberto Barba      | Ethan Drogin   | 11 Augustus 2011       |  |
| 9   | 9          | Undefeated           | Felix Alcala       | Rick Muirragui | 18 Augustus 2011       |  |
| 10  | 10         | The Shelf Life       | Jennifer Getzinger | Sean Jablonski | 25 Augustus 2011       |  |
| 11  | 11         | Rules of the Game    | Mike Smith         | Jon Cowan      | 1 September 2011       |  |
| 12  | 12         | Dogfight             | Kevin Bray         | Aaron Korsh    | 8 September 2011       |  |

### Seizoen 2
| Nr. | Aflevering | Titel              | Regisseur          | Schrijver          | Originele Uitzenddatum |  |
| --- | ---------- | ------------------ | ------------------ | ------------------ | ---------------------- |  |
| 13  | 1          | She Knows          | Michael Smith      | Aaron Korsh        | 14 Juni 2012           |  |
| 14  | 2          | The Choice         | Kevin Bray         | Jon Cowan          | 21 Juni 2012           |  |
| 15  | 3          | Meet the New Boss  | Michael Smith      | Erica Lipez        | 28 Juni 2012           |  |
| 16  | 4          | Discovery          | Kevin Bray         | Daniel Arkin       | 12 Juli 2012           |  |
| 17  | 5          | Break Point        | Chistopher Misiano | Ethan Drogin       | 19 Juli 2012           |  |
| 18  | 6          | All In             | John Scott         | Karla Nappi        | 26 Juli 2012           |  |
| 19  | 7          | Sucker Punch       | Adam Davidson      | Genevieve Sparling | 2 Augustus 2012        |  |
| 20  | 8          | Rewind             | Felix Alcala       | Rick Muirragui     | 9 Augustus 2012        |  |
| 21  | 9          | Asterisk           | Jennifer Getzinger | Justin Peacock     | 16 Augustus 2012       |  |
| 22  | 10         | High Noon          | Kevin Bray         | Erica Lipez        | 23 Augustus 2012       |  |
| 23  | 11         | Blind-Sided        | David PLatt        | Ethan Drogin       | 17 Januari 2013        |  |
| 24  | 12         | Blood in the Water | Roger Kumble       | Genevieve Sparling | 24 Januari 2013        |  |
| 25  | 13         | Zane vs. Zane      | Nicole Kassell     | Rick Muirragui     | 31 Januari 2013        |  |
| 26  | 14         | He's Back          | Kevin Bray         | Daniel Arkin       | 7 Februari 2013        |  |
| 27  | 15         | Normandy           | Terry McDonough    | Jon Cowan          | 14 Februari 2013       |  |
| 28  | 16         | War                | John Scott         | Aaron Korsh        | 21 Februari 2013       |  |

### Seizoen 3
| Nr. | Aflevering | Titel                 | Regisseur           | Schrijver                  | Originele Uitzenddatum |  |
| --- | ---------- | --------------------- | ------------------- | -------------------------- | ---------------------- |  |
| 29  | 1          | The Arrangement       | Christopher Misiano | Aaron Korsh                | 16 Juli 2013           |  |
| 30  | 2          | I Want You to Want Me | Roger Kumble        | Jon Cowan                  | 23 Juli 2013           |  |
| 31  | 3          | Unfinished Business   | Anton Cropper       | Ethan Drogin               | 30 Juli 2013           |  |
| 32  | 4          | Conflict of Interest  | Michael Smith       | Daniel Arkin               | 6 Augustus 2013        |  |
| 33  | 5          | Shadow of a Doubt     | Felix Alcala        | Genevieve Sparling         | 13 Augustus 2013       |  |
| 34  | 6          | The Other Time        | John S. Scott       | Rick Muirragui             | 20 Augustus 2013       |  |
| 35  | 7          | She's Mine            | Anton Cropper       | Paul Redford               | 27 Augustus 2013       |  |
| 36  | 8          | Endgame               | Michael Smith       | Justin Peacock             | 3 September 2013       |  |
| 37  | 9          | Bad Faith             | Christopher Misiano | Ethan Drogin               | 10 September 2013      |  |
| 38  | 10         | Stay                  | Kevin Bray          | Rick Muirragui             | 17 September 2013      |  |
| 39  | 11         | Buried Secrets        | Cherie Nowlan       | Erica Lipez                | 6 Maart 2014           |  |
| 40  | 12         | Yesterday's Gone      | Anton Cropper       | Genevieve Sparling         | 13 Maart 2014          |  |
| 41  | 13         | Moot Point            | Kevin Bray          | Daniel Arkin               | 20 Maart 2014          |  |
| 42  | 14         | Heartburn             | James Whitmore, Jr. | Aaron Korsh & Erica Lipez  | 27 Maart 2014          |  |
| 43  | 15         | Know When to Fold 'Em | Anton Cropper       | Jon Cowan                  | 3 April 2014           |  |
| 44  | 16         | No Way Out            | Michael Smith       | Aaron Korsh & Daniel Arkin | 10 April 2014          |  |

### Seizoen 4
| Nr. | Aflevering | Titel                       | Regisseur           | Schrijver                                      | Originele Uitzenddatum |  |
| --- | ---------- | --------------------------- | ------------------- | ---------------------------------------------- | ---------------------- |  |
| 45  | 1          | One-Two-Three Go...         | Anton Cropper       | Aaron Korsh                                    | 11 Juni 2014           |  |
| 46  | 2          | Breakfast, Lunch and Dinner | Roger Kumble        | Genevieve Sparling                             | 18 Juni 2014           |  |
| 47  | 3          | Two in the Knees            | Anton Cropper       | Chris Downey                                   | 25 Juni 2014           |  |
| 48  | 4          | Leveraged                   | Kevin Bray          | Nora Zuckerman & Lilla Zuckerman               | 9 Juli 2014            |  |
| 49  | 5          | Pound of Flesh              | Christopher Misiano | Daniel Arkin                                   | 16 Juli 2014           |  |
| 50  | 6          | Litt the Hell Up            | Silver Tree         | Rick Muirragui                                 | 23 Juli 2014           |  |
| 51  | 7          | We're Done                  | Cherie Nowlan       | Aaron Kosh & Daniel Arkin & Genevieve Sparling | 30 Juli 2014           |  |
| 52  | 8          | Exposure                    | John Scott          | Justin Peacock                                 | 6 Augustus 2014        |  |
| 53  | 9          | Gone                        | James Whitmore, Jr. | Kyle Long                                      | 13 Augustus 2014       |  |
| 54  | 10         | This is Rome                | Roger Kumble        | Chris Downey                                   | 20 Augustus 2014       |  |
| 55  | 11         | Enough is Enough            | Gabriel Macht       | Nora Zuckerman & Lilla Zuckerman               | 28 Januari 2015        |  |
| 56  | 12         | Respect                     | Anton Cropper       | Genevieve Sparling                             | 4 Februari 2015        |  |
| 57  | 13         | Fork in the Road            | Michael Smith       | Rick Muirragui                                 | 11 Februari 2015       |  |
| 58  | 14         | Derailed                    | Patrick J. Adams    | Justin Peacock & Kyle Long                     | 18 Februari 2015       |  |
| 59  | 15         | Intent                      | Silver Tree         | Daniel Arkin                                   | 25 Februari 2015       |  |
| 60  | 16         | Not Just a Pretty Face      | Anton Cropper       | Aaron Korsh                                    | 4 Maart 2015           |  |

### Seizoen 5
| Nr. | Aflevering | Titel             | Regisseur        | Schrijver                               | Originele Uitzenddatum |  |
| --- | ---------- | ----------------- | ---------------- | --------------------------------------- | ---------------------- |  |
| 61  | 1          | Denial            | Anton Cropper    | Aaron Korsh                             | 24 Juni 2015           |  |
| 62  | 2          | Compensation      | Michael Smith    | Rick Muirragui                          | 1 Juli 2015            |  |
| 63  | 3          | No Refills        | Anton Cropper    | Chris Downey                            | 8 Juli 2015            |  |
| 64  | 4          | No Puedo Hacerlo  | Silver Tree      | Genevieve Sparling                      | 15 Juli 2015           |  |
| 65  | 5          | Toe to Toe        | Kevin Bray       | Nora Zuckerman & Lilla Zuckerman        | 22 Juli 2015           |  |
| 66  | 6          | Privilege         | Michael Smith    | Kyle Long                               | 29 Juli 2015           |  |
| 67  | 7          | Hitting Home      | Roger Kumble     | Sharyn Rothstein                        | 5 Augustus 2015        |  |
| 68  | 8          | Mea Culpa         | Kate Dennis      | Daniel Arkin                            | 12 Augustus 2015       |  |
| 69  | 9          | Uninvited Guests  | Silver Tree      | Chris Downey                            | 19 Augustus 2015       |  |
| 70  | 10         | Faith             | Anton Cropper    | Genevieve Sparling                      | 26 Augustus 2015       |  |
| 71  | 11         | Blowback          | Cherie Nowlan    | Nora Zuckerman & Lilla Zuckerman        | 27 Januari 2016        |  |
| 72  | 12         | Live to Fight...  | Rob Seidenglanz  | Sharyn Rothstein                        | 3 Februari 2016        |  |
| 73  | 13         | God's Green Earth | Anton Cropper    | Genevieve Sparling & Sandra Silverstein | 10 Februari 2016       |  |
| 74  | 14         | Self Defense      | Patrick J. Adams | Kyle Long                               | 18 Februari 2016       |  |
| 75  | 15         | Tick Tock         | Roger Kumble     | Daniel Arkin                            | 25 Februari 2016       |  |
| 76  | 16         | 25th Hour         | Anton Cropper    | Aaron Korsh                             | 4 Maart 2016           |  |

### Seizoen 6
| Nr. | Aflevering | Titel                   | Regisseur           | Schrijver                             | Originele Uitzenddatum |  |
| --- | ---------- | ----------------------- | ------------------- | ------------------------------------- | ---------------------- |  |
| 77  | 1          | To Trouble              | Silver Tree         | Aaron Korsh                           | 13 Juli 2016           |  |
| 78  | 2          | Accounts Payable        | Michael Smith       | Ethan Drogin                          | 20 Juli 2016           |  |
| 79  | 3          | Back on the Map         | Cherie Nowlan       | Rick Muirragui                        | 27 Juli 2016           |  |
| 80  | 4          | Turn                    | Christopher Misiano | Daniel Arkin                          | 3 Augustus 2016        |  |
| 81  | 5          | Trust                   | Kate Dennis         | Kyle Long                             | 10 Augustus 2016       |  |
| 82  | 6          | Spain                   | Silver Tree         | Genevieve Sparling                    | 17 Augustus 2016       |  |
| 83  | 7          | Shake the Trees         | Anton Cropper       | Rick Muirragui & Sandra Silverstein   | 24 Augustus 2016       |  |
| 84  | 8          | Borrowed Time           | Gabriel Macht       | Sharyn Rothstein                      | 31 Augustus 2016       |  |
| 85  | 9          | The Hand That Feeds You | Roger Kumble        | Daniel Arkin                          | 7 September 2016       |  |
| 86  | 10         | P.S.L.                  | Kevin Bray          | Aaron Korsh & Genevieve Sparling      | 14 September 2016      |  |
| 87  | 11         | She's Gone              | Patrick J. Adams    | Aaron Korsh & Rick Muirragui          | 25 Januari 2017        |  |
| 88  | 12         | The Painting            | Gregor Jordan       | Sharyn Rothstein & Sandra Silverstein | 1 Februari 2017        |  |
| 89  | 13         | Teeth, Nose, Teeth      | Silver Tree         | Kyle Long                             | 8 Februari 2017        |  |
| 90  | 14         | Admission of Guilt      | Michael Smith       | Ethan Drogin                          | 15 Februari 2017       |  |
| 91  | 15         | Quid Pro Quo            | Maurice Marable     | Aaron Korsh & Daniel Arkin            | 22 Februari 2017       |  |
| 92  | 16         | Character and Fitness   | Roger Krumble       | Genevieve Sparling                    | 1 Maart 2017           |  |

### Seizoen 7
| Nr. | Aflevering | Titel              | Regisseur           | Schrijver                       | Originele Uitzenddatum |  |
| --- | ---------- | ------------------ | ------------------- | ------------------------------- | ---------------------- |  |
| 93  | 1          | Skin in the Game   | Silver Tree         | Aaron Korsh                     | 12 Juli 2017           |  |
| 94  | 2          | The Statue         | Michael Smith       | Genevieve Sparling              | 19 Juli 2017           |  |
| 95  | 3          | Mudmare            | Maurice Marable     | Sharyn Rothstein                | 26 Juli 2017           |  |
| 96  | 4          | Divide and Conquer | Anton Cropper       | Daniel Arkin                    | 2 Augustus 2017        |  |
| 97  | 5          | Brooklyn Housing   | Roger Krumble       | Marshall Knight & Rob LaMorgese | 9 Augustus 2017        |  |
| 98  | 6          | Home to Roost      | Valerie Weiss       | Sandra Silverstein              | 16 Augustus 2017       |  |
| 99  | 7          | Full Disclosure    | Cherie Nowlan       | Ethan Drogin                    | 23 Augustus 2017       |  |
| 100 | 8          | 100                | Patrick J. Adams    | Rick Muirragui                  | 30 Augustus 2017       |  |
| 101 | 9          | Shame              | Silver Tree         | Sharyn Rothstein                | 6 September 2017       |  |
| 102 | 10         | Donna              | Michael Smith       | Genevieve Sparling              | 13 September 2017      |  |
| 103 | 11         | Hard Truths        | Christopher Misiano | Ethan Drogin                    | 28 Maart 2018          |  |
| 104 | 12         | Bad Man            | Roger Krumble       | Rick Muirragui                  | 4 April 2018           |  |
| 105 | 13         | Inevitable         | Christopher Misiano | Genevieve Sparling              | 11 April 2018          |  |
| 106 | 14         | Pulling the Goalie | Emile Levisetti     | Aaron Korsh & Sharyn Rothstein  | 18 April 2018          |  |
| 107 | 15         | Tiny Violin        | Christopher Misiano | Aaron Korsh & Daniel Arkin      | 25 April 2018          |  |
| 108 | 16         | Good-Bye           | Anton L. Cropper    | Aaron Korsh & Daniel Arkin      | 25 April 2018          |  |

### Seizoen 8
| Nr. | Aflevering | Titel                        | Regisseur           | Schrijver                                       | Originele Uitzenddatum |  |
| --- | ---------- | ---------------------------- | ------------------- | ----------------------------------------------- | ---------------------- |  |
| 109 | 1          | Right-Hand Man               | Christopher Misiano | Aaron Korsh                                     | 18 July 2018           |  |
| 110 | 2          | Pecking Order                | Michael Smith       | Genevieve Sparling                              | 25 July 2018           |  |
| 111 | 3          | Promises, Promises           | Roger Kumble        | Rob LaMorgese & Marshall Knight                 | 1 Augustus 2018        |  |
| 112 | 4          | Revenue Per Square Foot      | Michael Smith       | Ethan Drogin                                    | 8 Augustus 2018        |  |
| 113 | 5          | Good Mudding                 | Valerie Weiss       | Sharyn Rothstein                                | 15 Augustus 2018       |  |
| 114 | 6          | Cats, Ballet, Harvey Specter | Emile Levisetti     | Garrett Schabb                                  | 22 Augustus 2018       |  |
| 115 | 7          | Sour Grapes                  | Gabriel Macht       | Ian Deitchman & Kristin Robinson                | 29 Augustus 2018       |  |
| 116 | 8          | Coral Gables                 | Christopher Misiano | Marshall Knight & Rob LaMorgese                 | 5 September 2018       |  |
| 117 | 9          | Motion to Delay              | Christopher Misiano | Aaron Korsh & Genevieve Sparling                | 12 September 2018      |  |
| 118 | 10         | Managing Partner             | Silver Tree         | Aaron Korsh & Ethan Drogin                      | 19 September 2018      |  |
| 119 | 11         | Rocky 8                      | Roger Kumble        | Michael L. Kramer                               | 23 Januari 2019        |  |
| 120 | 12         | Whale Hunt                   | Valerie Weiss       | Ian Deitchman & Kristin Robinson                | 30 Januari 2019        |  |
| 121 | 13         | The Greater Good             | Darren Grant        | Garrett Schabb                                  | 6 Februari 2019        |  |
| 122 | 14         | Peas in a Pod                | Christopher Misiano | Sharyn Rothstein & Jordan Pomaville             | 13 Februari 2019       |  |
| 123 | 15         | Stalking Horse               | Chloe Domont        | Ethan Drogin & Genevieve Sparling               | 20 Februari 2019       |  |
| 124 | 16         | Harvey                       | Christopher Misiano | Aaron Korsh & Genevieve Sparling & Ethan Drogin | 27 Februari 2019       |  |

### Seizoen 9
| Nr. | Aflevering | Titel                | Regisseur             | Schrijver                         | Originele Uitzenddatum |  |
| --- | ---------- | -------------------- | --------------------- | --------------------------------- | ---------------------- |  |
| 125 | 1          | Everything's Changed | Christopher Misiano   | Aaron Korsh                       | 17 July 2019           |  |
| 126 | 2          | Special Master       | Michael Smith         | Genevieve Sparling                | 24 July 2019           |  |
| 127 | 3          | Windmills            | Gabriel Macht         | Marshall Knight & Rob LaMorgese   | 31 July 2019           |  |
| 128 | 4          | Cairo                | Anton Cropper         | Sharyn Rothstein                  | 7 Augustus 2019        |  |
| 129 | 5          | If the Shoe Fits     | Christopher Misiano   | Jeffrey M. Lee & Jordan Pomaville | 14 Augustus 2019       |  |
| 130 | 6          | Whatever It Takes    | Michael Smith         | Ethan Drogin                      | 21 Augustus 2019       |  |
| 131 | 7          | Scenic Route         | Emile Levisetti       | Garrett Schabb                    | 4 September 2019       |  |
| 132 | 8          | Prisoner's Dilemma   | Julian Holmes         | Ethan Drogin                      | 11 September 2019      |  |
| 133 | 9          | Thunder Away         | Robert Duncan McNeill | Genevieve Sparling                | 18 September 2019      |  |
| 134 | 10         | One Last Con         | Aaron Korsh           | Aaron Korsh                       | 25 September 2019      |  |